# 玛农·韦特
玛农·韦特（法語：Manon Houette，1992年7月2日—），生于萨尔特省勒芒，法国女子手球运动员。她曾代表法国国家队参加2016年夏季奥林匹克运动会手球比赛，获得一枚银牌。